# Ácido perfluorononanoico
Ácido perfluorononanóico, ou PFNA (do inglês perfluorononanoic acid), é um ácido carboxílico perfluorado e fluorosurfactante sintético que é também um contaminante ambiental encontrado em pessoas e vida selvagem juntamente com PFOS e PFOA.